# Андор Лилиентал
Андор Лилиентал (на унгарски: Lilienthal Andor; на руски: Андрэ Лилиенталь) е унгарски шахматист, гросмайстор, работил през по-голямата част от кариерата си в Съветския съюз.
Лилиентал е роден на 5 май 1911 година в Москва в семейство на унгарски евреи. Започва да се занимава с шахмат в Унгария. Участва на шахматните олимпиади през 1933, 1935 и 1937 г. с отбора на Унгария. През 1935 година емигрира в Съветския съюз и приема съветско гражданство през 1939 г. Участва осем пъти на Съветското първенство и става национален шампион през 1940 година, наравно с Игор Бондаревски. През 1948 г. се класира за кандидатския турнир. От 1951 до 1960 г. е треньор на Тигран Петросян. Секундант е на Василий Смислов за мачовете за световната титла срещу Ботвиник. В кариерата си има единични победи срещу световните шампиони Ласкер, Алехин, Капабланка, Еве, Ботвиник и Смислов. 
Най-известната му партия е срещу Капабланка от 1935 г. В нея Лилиентал жертва дама на 20. ход, с което печели партията. 
Андор Лилиентал – Хосе Раул Капабланка E24
Хейстингс, 1 януари 1935
1.d4 Kf6 2.c4 e6 3.Kc3 Ob4 4.a3 OXc3+ 5.bXc3 b6 6.f3 d5 7.Og5 h6 8.Oh4 Oa6 9.e4 OXc4 10.OXc4 dXc4 11.Да4+ Дd7 12.ДXc4 Дc6 13.Дd3 Kbd7 14.Ke2 Тd8 15.0-0 a5 16.Дc2 Дc4 17.f4 Тc8 18.f5 e5 19.dXe5 ДXe4 20.eXf6 ДXc2 21.fXg7 Тg8 22.Kd4 Дe4 23.Тae1 Кc5 24.ТXe4+ KXe4 25.Тe1 ТXg7 26.ТXe4+ 1-0.
Оттегля се от състезателна активност през 1965 година, а през 1976 година се връща в Унгария. 
Андор Лилиентал умира на 8 май 2010 година в Будапеща. 